# Герб Британской антарктической территории
Герб Британской антарктической территории впервые был представлен в 1952 г, а официально утвержден в 1969 г.

## Описание
В серебряном поле три повышенных лазоревых узких волнистых пояса; поверх всего червлёное опрокинутое острие, обремененное золотым факелом, от пламени которого исходит сияние. На щите серебряный с золотыми украшениями шлем с серебряно-лазоревыми бурлетом и намётом. В нашлемнике — корабль "Дискавери» со спущенными парусами. Щитодеражтели — золотой с чёрвленым языком и вооружением лев, стоящий на зелёном травяном подножии, и пингвин, стоящий на серебряной льдине. Девизная лента золотая, на неё червлёными литерами начертано “Research and Discovery”.

## Символика
Белое поле с волнистыми синими полосками — покрытая льдом земля Антарктики и воды Атлантики.
В навершии герба — судно «Дискавери» или «Открытие» (RRS Discovery) — британское исследовательское парусное судно, названное в честь корабля Дж. Кука, на котором была совершена Британская антарктическая экспедиция для исследования почти совершенно неизвестного тогда континента. Щит поддерживают золотой лев и императорский пингвин.
Девиз «Исследования и Открытия» отражает цели Британской антарктической экспедиции.